# Alexandrin ou l'Art de faire des vers à pieds
Alexandrin ou l'Art de faire des vers à pieds est un album de bande dessinée, un roman graphique scénarisé par Pascal Rabaté et dessiné par Alain Kokor, publié en 2017.
Il conte l'histoire d'un sans-abri vendant ses poèmes et discourant par rimes, qui fait la rencontre d'un jeune fugueur, le prend sous son égide et lui fait partager son art de vivre.

## Résumé
Un homme âgé se présente sous le nom d'Alexandrin de Vanneville. Vêtu d'un large pardessus vert, il sillonne les rues à la recherche d'une maison où il pourrait vendre quelques-uns de ses poèmes. Il parvient à vendre quelques exemplaires, mais n'est pas toujours bien accueilli. Il discourt en faisant rimer ses phrases.
En dehors de la ville, ce sans-abri rencontre un jeune garçon en sweat-shirt. C'est Kevin, un jeune fugueur, qui devient son assistant et l'accompagne dans sa vie vagabonde et son porte-à-porte,. Alexandrin enseigne à Kevin que la poésie est surtout un état d'esprit, une façon de voir.
D'abord méfiant, le jeune Kevin devient fasciné par son guide et accueille avec enchantement la transmission qui lui est faite.

## Principaux personnages
Alexandrin de Vanneville, grand et âgé, vêtu d'un sempiternel pardessus vert, est un rimailleur sans-abri vendant ses poèmes en porte-à-porte. Il cultive un art de vivre indépendant et sans contrainte.
Kevin est un jeune adolescent en sweat-shirt. Fugueur, il escamote discrètement ses avis de recherche. Il suit Alexandrin dans ses pérégrinations et l'assiste, puis il repense à son petit frère.

## Réception critique
Pour Frédéric Bounous dans Planète BD, c'est « un conte contemporain tendre et poétique », une rencontre « magique » entre « deux rêveurs doux et tendres ».
Sur France Inter, Anne Douhaire qualifie cette œuvre de « belle ode en bande dessinée aux marginaux de la poésie », « livre doux et tendre sur la transmission », « véritable appel à mettre de la poésie partout, et à la tolérance ».
Selon BD Fugue, c'est « un authentique petit bijou intemporel ».
Hubert Leclercq dans La Libre estime que c'est « une petite perle de poésie », « un bijou de tendresse et une question majeure sur le vivre autrement ».

## Publication
- Alexandrin ou l'Art de faire des vers à pieds, scénario de Pascal Rabaté, dessins d'Alain Kokor, Futuropolis, août 2017, 92 planches  (ISBN 978-2-7548-1843-8).